# Legio XVI Flavia Firma

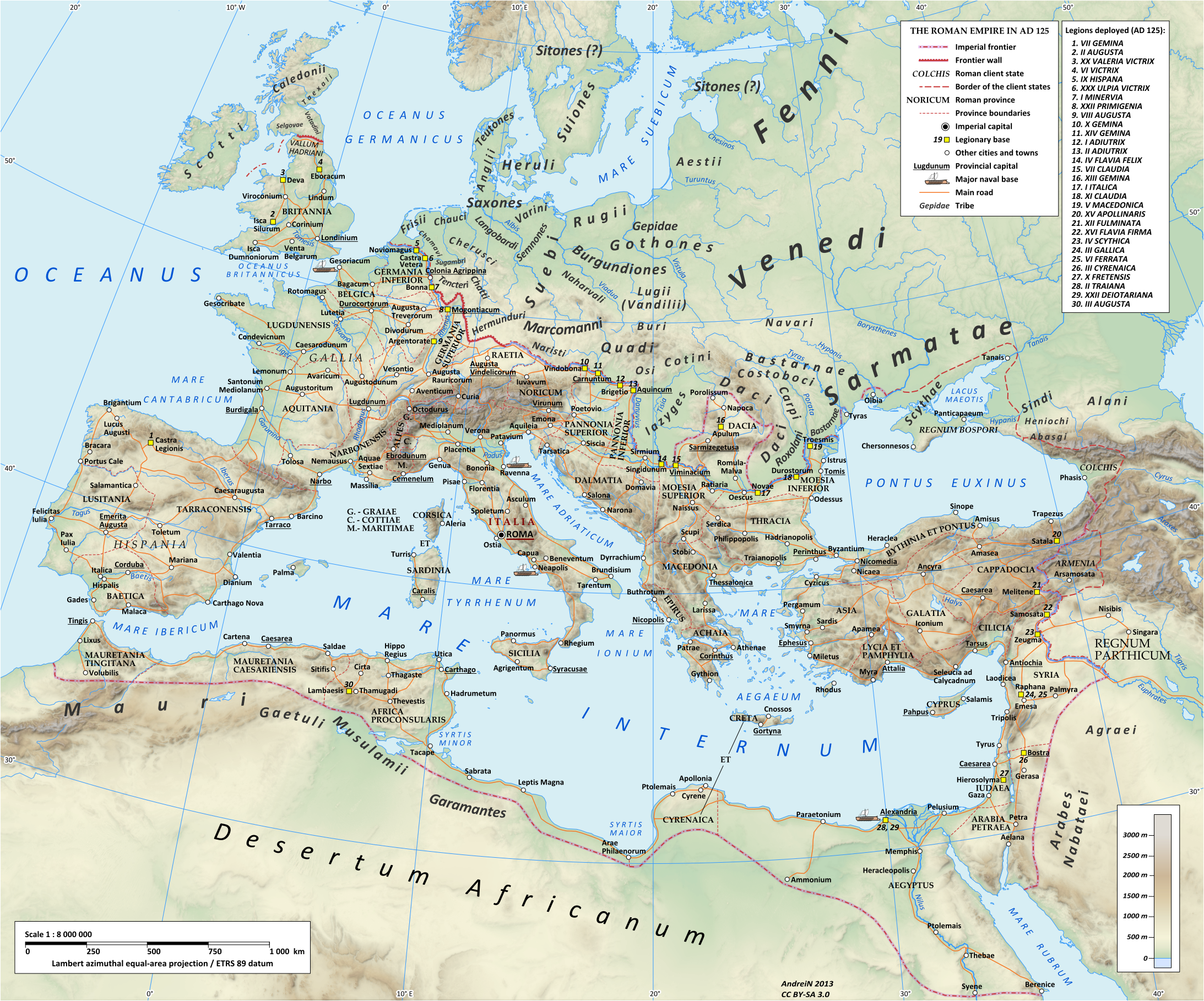
Carte de l’Empire romain en 125 montrant la position de la Legio XVI Flavia Firma à Samosate sur l’Euphrate où elle fut stationnée à partir de 117.

La Legio XVI Flavia Firma (litt. : Seizième légion flavienne et constante) fut créée par l’empereur Vespasien en 70 à partir d’unités de l’ancienne légion XVI. Elle fut affectée en Orient où elle eut comme tâche, avec la Legio IV Felix, de protéger le limes sur l’Euphrate face à l’Arménie. Après avoir participé aux campagnes de Trajan contre les Parthes, elle fut transférée de Satala vers Samosate où elle demeura jusqu’à la destruction de la ville par Chapour Ier en 256. Nous savons qu’elle a dû jouer un rôle important lors des guerres contre l’empire sassanide et pour la reconquête du royaume de Palmyre, mais nous avons peu de détails concrets sur sa participation.
Son emblème était Pégase, bien que le lion apparaisse également dans les études antérieures.

## Histoire de la légion

### AuIersiècle
La guerre civile de 68 – 69, aussi surnommée Année des quatre empereurs, ayant laissé l'Empire en piteux état, les caisses vides et les soldats impayés, Vespasien (r. 69-79) décida de licencier une partie des troupes qui s’étaient montrées peu sûres lors de la guerre civile et de la révolte batave, au nombre desquelles la XVI Gallica. Presque aussitôt, il créa une nouvelle légion XVI, la Legio XVI Flavia Firma, dont les légionnaires furent en grande partie recrutés parmi ceux de la légion XVI dissoute. 
Peu après sa création, la légion fut envoyée dans les provinces d’Orient, ce qui put paraître une punition puisque la majorité de ses légionnaires venait de Gaule, mais qui était relativement clémente si on songe aux conséquences que l’insubordination des troupes aurait pu avoir.
Vespasien s’était donné comme but de stabiliser les frontières en annexant certains territoires comme le royaume de Mélitène et en construisant un système défensif surveillant les peuplades barbares outre rhéno-danubiennes (Germains, Daces, Sarmates, Chattes). En même temps que la Legio XVI Flavia, Vespasien créa  la Legio IV Flavia Felix, ce qui porta le nombre total des légions à vingt-neuf dont vingt-sept eurent comme fonction de garder les frontières. La Legio XVI Flavia Firma fut stationnée à Satala dans le nord-est de la Cappadoce sur le Haut Euphrate, portion de la frontière face à l’Arménie qu’elle partageait avec la XII Fulminata. On sait peu de choses sur cette période, sauf que vers 75, des unités de la Legio XVI Flavia Firma, de la Legio IIII Scythica, de la Legio III Gallica et de la Legio VI Ferrata furent utilisées pour la construction de ponts près d’Antioche.

### AuIIesiècle

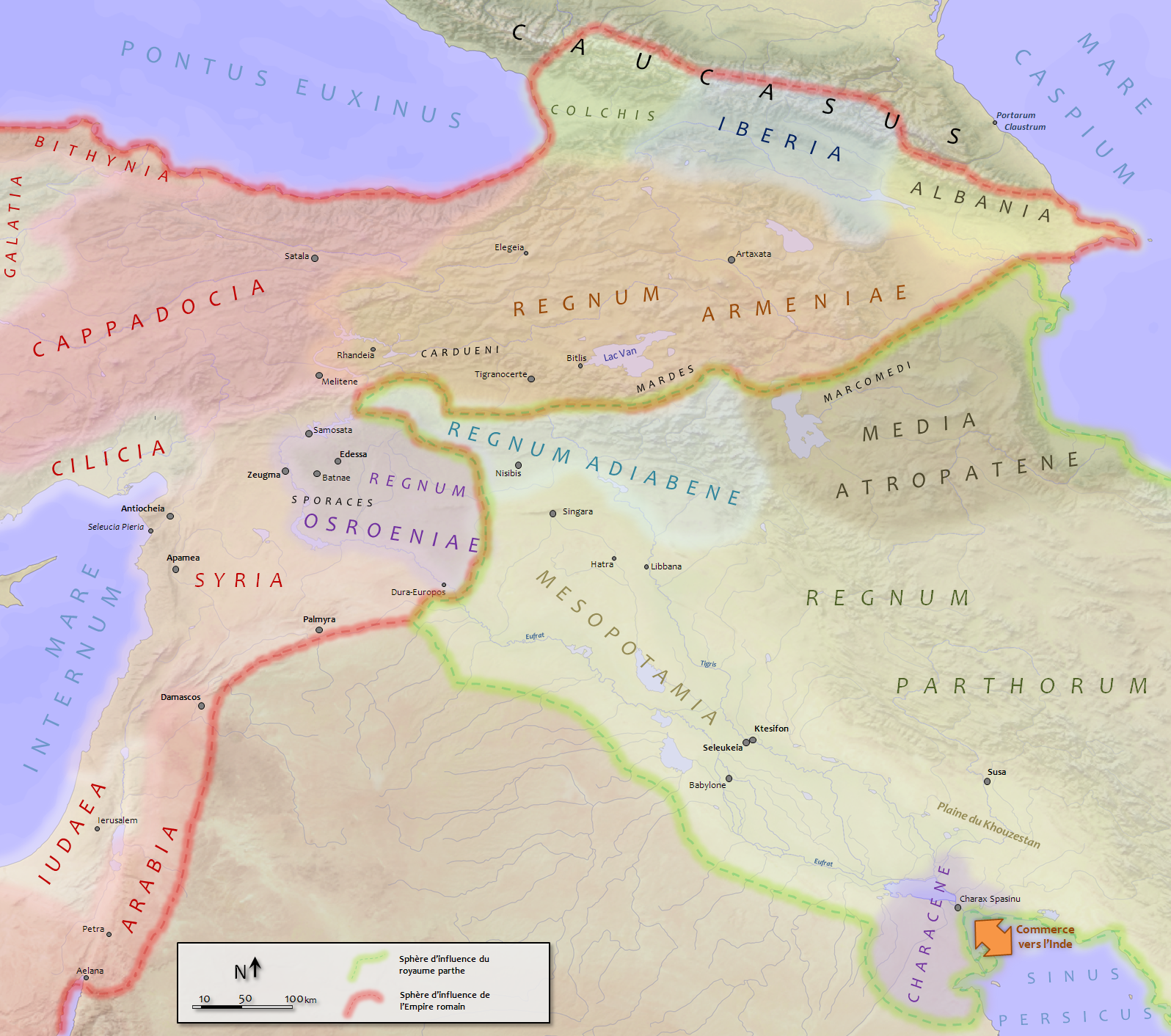
La situation en Orient à la veille de la guerre parthique de Trajan.

La légion réapparait lors des campagnes de Trajan (r. 98-117) contre les Parthes (114-117) auxquelles elle  prit part. Depuis des décennies, l’Arménie avait été une pomme de discorde entre Rome et l’Empire parthe. Prenant prétexte du renversement du roi Axidarès par Chosroès, Trajan marcha vers la Syrie à la tête de dix-sept légions. Trajan décida alors de transformer l’Arménie en province romaine, avant de se diriger vers la Mésopotamie, puis de s’emparer de Séleucie et de Ctésiphon, capitale des Parthes, et enfin de s’aventurer jusqu’au golfe Persique.
Sous Hadrien (r. 117-138), la XVI Flavia Firma fut remplacée à Satala par la Legio XV Apollinaris et fut transférée en 117 à Samosate (aujourd’hui Samsat en Turquie) sur l’Euphrate,. La situation à cet endroit se révélant paisible, les légionnaires furent utilisés pour superviser des travaux de voirie comme la construction d’un tunnel pendant qu’une unité participait à la suppression de la rébellion de Bar Kokhba en Judée (132-135).
Les Parthes continuant à menacer l’empire, des détachements de la Legio XVI Flavia Fidelis furent envoyés à Selukia Pieria (aujourd’hui Samandağ en Turquie). En 161, sous Antonin le Pieux (r. 138-161) une légion (peut-être la VIIII Hispana) fut défaite par les Parthes; il s’ensuivit une guerre contre les Parthes menée par le futur empereur Lucius Verus (r. 162-166) au cours de laquelle, pour la première fois en un demi-siècle, la XVI Flavia Firma fut utilisée pour une campagne d’envergure. Cette campagne résulta en la conquête d’une grande partie de la Mésopotamie. La légion devait participer par la suite aux campagnes de Septime Sévère (194 et 197-198) et de Caracalla (216/217) qui devaient encore une fois aboutir à la conquête de Ctésiphon. 
La légion dut s’avérer particulièrement utile sous la dynastie des Sévères, car elle se vit attribuer les surnoms de Severiana et de Pia Fidelis. 

### AuIIIesiècle

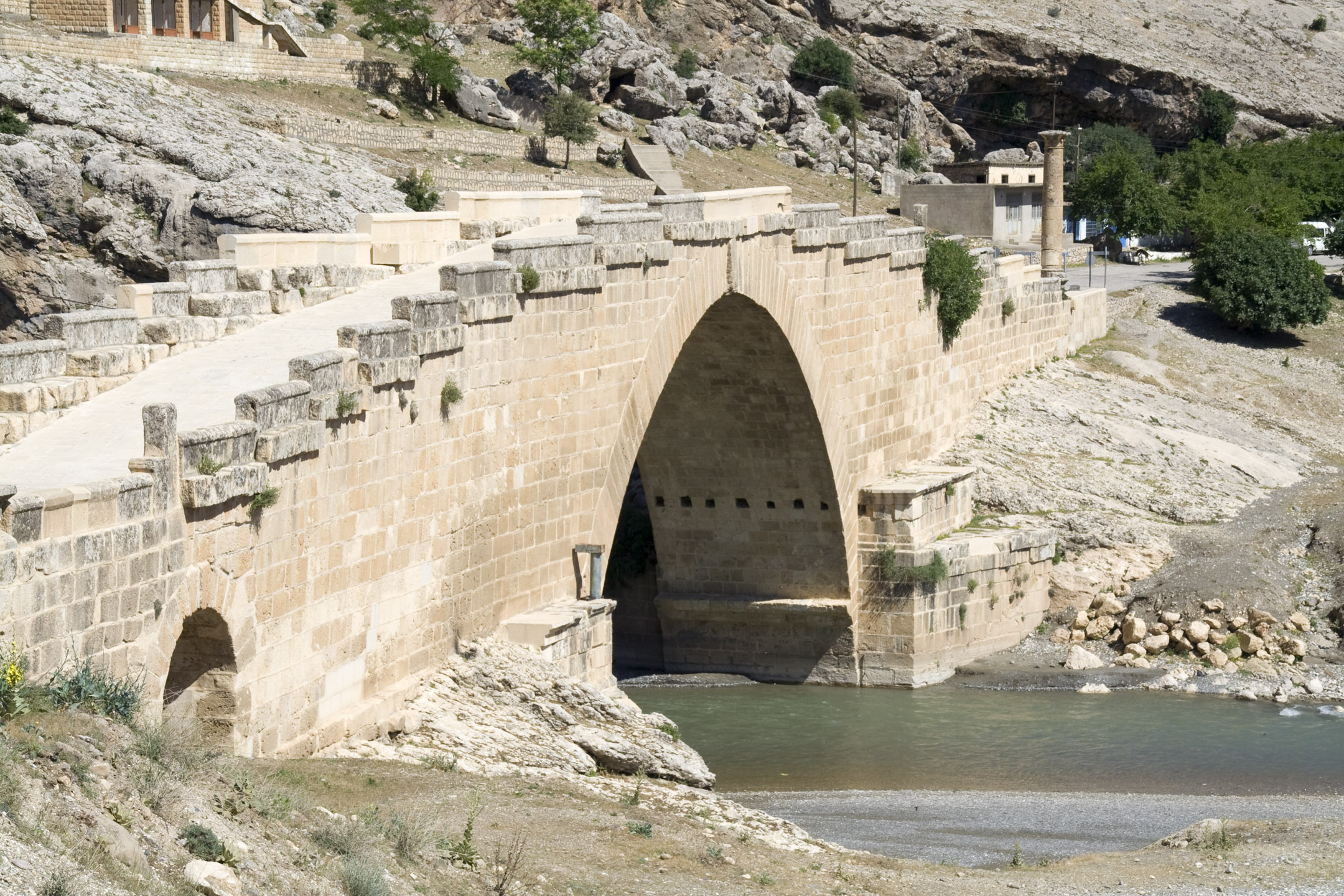
Le pont Séverin sur la Cendere Çayi, encore utilisé de nos jours.

La création de la province de Mésopotamie entraîna une réorganisation de la région du Haut Euphrate et une nouvelle répartition des légions romaines au Proche-Orient. Cette frontière n’étant plus en danger, les légions I Parthica et III Parthica furent déplacées vers l’est entre le Tigre et l’Euphrate. La XVI Flavia Firma vit son rôle réduit à celui de réserve stratégique et fut employée à divers travaux de construction. Ainsi, sous le commandement du légat Lucius Marius Perpetuus (en), une unité de la XVI Flavia Firma construisit un pont sur la rivière Chanibas (aujourd’hui Cendere Çayi (en)) encore utilisé de nos jours. 
En 210, une unité de la XVI Flavia Firma et une de la IIII Scythica sous le commandement conjoint du centurion Antonius Valentinus fut stationnée à Dura Europos (ville sur l’Euphrate, aujourd’hui en Syrie près de la frontière irakienne) où elle reconstruisit un sanctuaire dédié à Mithra.
Le IIIe siècle vit aussi le départ de la XVI Flavia Firma de son quartier général de Samosate vers Sura, situé plus bas sur le fleuve. Il est possible que ce transfert ait eu lieu déjà sous Septime Sévère (r. 193-211), mais il est également possible qu’elle ait été le résultat de la capture et de la destruction de la ville par Chapour en 256,.
Ayant conquis la majeure partie de la Mésopotamie, Chapour Ier affronta l’empereur Valérien lors de la bataille d’Édesse et le fit prisonnier. L’année suivante, Odénat, gouverneur romain de Syrie-Phénicie, promu par l’empereur Gallien chef suprême des forces romaines d'Orient, commença à organiser la résistance contre l’envahisseur sassanide. Après avoir vaincu Chapour à deux reprises entre 260 et 267, Odénat s’éloigna progressivement de Rome pour créer, avec son épouse Zénobie, ce qui deviendra le royaume de Palmyre qui, s’étendant sur une bonne partie de la Mésopotamie, contribua à stabiliser la situation. Ce ne fut qu’en 272/273 qu’Aurélien parviendra à reprendre le contrôle de Palmyre. La guerre avec les Sassanides se poursuivit jusqu’à ce qu’en 299 Dioclétien s’empare de leur capitale Ctésiphon et en arrive à une paix durable et favorable. 
Il est impossible que la XVI Flavia Firma n’ait pas joué un rôle important durant les évènements qui marquèrent cette période; malheureusement, nous n’avons aucune information précise à ce sujet.

### AuVesiècle
Selon la Notitia Dignitatum, recension rédigée vers 400, la Legio sextadecima Flavia Firma était toujours stationnée à Sura au début du siècle sous les ordres du Dux Syriae et Eufratensis Syriae. On perd alors la trace de la légion.